# Song Thành
Song Thành (tiếng Trung: 双城区, Hán Việt: Song Thành khu) là một quận thuộc địa cấp thị Cáp Nhĩ Tân, tỉnh Hắc Long Giang, Cộng hòa Nhân dân Trung Hoa. Quận này có diện tích 3112 km2, dân số 810.000 người. Mã số bưu chính của quận này là 150100. Trụ sở chính quyền nhân dân đóng tại trấn Song Thành. Về mặt hành chính, quận này được chia ra thành 8 trấn (Song Thành, Lan Lăng, Chu Gia, Ngũ Gia, Hàn Điền, Đơn Thành, Đông Quan, Hạnh Sơn), 1 trấn dân tộc, 6 hương, 9 hương dân tộc. Năm Gia Khánh triều Thanh thứ 19 (1814) thì Song Thành Bảo Hiệp Lĩnh Nha Môn được thành lập, được xem là thời điểm bắt đầu thiết lập chính trị của Song Thành.